# Paracles ubiana
Paracles ubiana là một loài bướm đêm thuộc phân họ Arctiinae, họ Erebidae.